# Sandy Lam
Sandy Lam Yik-Lin (Hong Kong, 26 de abril de 1966), más conocida como Sandy Lam, es una actriz, cantante, bailarina y productora discográfica de Hong Kong, intérprete de temas musicales cantados en cantonés, mandarín, inglés y japonés.
Entre sus canciones más reconocidas se encuentran «Grey 灰色», «I Still Believe 依然», «Home Again Without You 愛上一個不回家的人», «It Doesn't Matter Who I Am 不必在乎我是誰», «Bygone Love 當愛已成往事»,«Scar 傷痕», «Clang Rose 鏗鏘玫瑰», «At Least I Still Have You 至少還有你», «Communication 詞不達意», «Gaia 蓋亞» y «Core 沙文».
A lo largo de su carrera ha recibido seis Golden Melody Awards.

## Biografía
Sus padres vinieron de la ciudad china de Ningbo. El padre de Sandy es un músico que tocaba el erhu con La Orquesta China de Hong Kong. En 1982, cuando tenía 15 años, obtuvo su primer trabajo como una DJ de una emisora de radio en Hong Kong. Ella comenzó a cantar en 1984, cuando firmó un contrato con la discográfica de CBS/Sony de Hong Kong. Estudió canto con Ruth Chen, Teresa Carpio y Soprano Madam Ella Kiang. Sandy Lam ha publicado su trabajo con una gran variedad de sellos discográficos, destacan entre ellos Warner Music, Rock Records, Virgin Records, Capitol Records, EMI Music, y ahora Universal Music.

## Discografía

### Álbumes de estudio en cantonés
- 1985: Sandy Lam (林憶蓮)
- 1986: Anger (放縱)
- 1987: Sandy (憶蓮)
- 1987: Grey (灰色)
- 1988: Ready
- 1988: City Project Part I – City Rhythm (都市觸覺 Part I City Rhythm)
- 1989: City Project Part I - City Rhythm Take Two (都市觸覺Part I City Rhythm Take Two) EP
- 1989: City Project Part II - Fuir La Cite (都市觸覺 Part II 逃離鋼筋森林)
- 1990: City Project - Dynamic Reaction (都市觸覺之推搪) EP
- 1990: City Project Part III - Faces And Places (都市觸覺 Part III Faces And Places)
- 1990: Dance Mega Mix (傾斜都市燒燒燒) EP
- 1991: Drifting (夢了、瘋了、倦了)
- 1991: Wildflower (野花)
- 1992: Come Back To Love (回來愛的身邊)
- 1993: Begin Again (不如重新開始)
- 1994: Sandy '94
- 1996: Feeling Perfect (感覺完美)
- 1996: Love Returns (回歸) EP
- 2002: Encore EP
- 2005: True Colour (本色)
- 2014: Re: Workz
- 2016: In Search of Lost Time (陪著我走)

### Álbumes de estudio en mandarín
- 1990: Home Again Without You (愛上一個不回家的人)
- 1991: City Heart (都市心)
- 1993: Doesn't Matter Who I Am (不必在乎我是誰)
- 1995: Love, Sandy
- 1996: Night's Too Dark (夜太黑)
- 1999: Clang Rose (鏗鏘玫瑰)
- 2000: Sandy Lam's (林憶蓮's)
- 2000: 2001 Sandy (2001蓮)
- 2001: Truly...Sandy Lam (原來…)
- 2006: Breathe Me (呼吸))
- 2012: Gaia (蓋亞)
- 2018: 0 (0)

### Álbumes de estudio en japonés
- 1994: Simple
- 1995: Open Up

### Álbumes de estudio en inglés
- 1996: I Swear (愛是唯一)
- 1997: Wonderful World (美妙世界)